# Аназат
Аназат (вір. невільний, незнатні) — у ранньофеодальній Вірменії загальна назва для представника непривілейованих станів — селянина, ремісника або торговця. Представники стану підлягали тілесному покаранню, а життя вбитого цінувалася удвічі менше життя азата (представника вільного «шляхетного» стану, феодала). Головними відмінностями аназатів від анзатів було те, що аназати платили податки, не володіли землею і не мали політичних прав.
Термін аназат має іранське походження, де позначав рабів, однак у Вірменії значення слова швидко поширилося й на інші категорії залежного населення.